# Ловичский уезд
Ловичский уезд — административная единица в составе Варшавской губернии Российской империи, существовавшая c 1837 года по 1919 год. Административный центр — город Лович.

## История
Уезд образован в 1837 году в составе Мазовецкой губернии. С 1844 года — в Варшавской губернии. В 1919 году преобразован в Ловичский повят Варшавского воеводства Польши.

## Население
По переписи 1897 года население уезда составляло 82 686 человек, в том числе в городе Лович — 12 368 жит.

### Национальный состав
Национальный состав по переписи 1897 года:
- поляки — 73 582 чел. (89,0 %),
- евреи — 5194 чел. (6,3 %),
- русские — 2045 чел. (2,5 %),
- немцы — 1370 чел. (1,7 %),

## Административное деление
В 1913 году в состав уезда входило 12 гмин: 
| - Болимов — пос. Болимов, - Бонков — с. Здуны, - Белявы — пос. Белявы, - Домбковице — с. Ямно, - Езиорко — с. Хоньсно, - Компина — с. Компина, - Лышковице — с. Лышковице, - Лубанков — с. Антонов, - Неборов — с. Неборов, |